# Edna (Kalifornia)
Edna – jednostka osadnicza w Stanach Zjednoczonych, w stanie Kalifornia, w hrabstwie San Luis Obispo.